# Sophie Laguesse
Sophie Laguesse, née en 1987, est une chercheuse belge, originaire de Spa, au Laboratoire de Régulation Moléculaire de la Neurogenèse (GIGA-Stem Cells & GIGA-Neurosciences) de l'Université de Liège.

## Biographie
Sophie Laguesse suit des études en sciences biomédicales puis réalise un doctorat en neurosciences à l’Université de Liège de 2009 à 2014. 
De 2014 à 2017, elle part à l'Université de Californie à San Francisco pour réaliser un post-doctorat sur les mécanismes cérébraux de l’addiction à l’alcool. Elle met en évidence une nouvelle protéine qui agit au niveau du «centre du plaisir» et qui explique les comportements d’addiction à l’alcool.
En 2017, elle revient en Belgique et rejoint son laboratoire de thèse pour commencer un nouveau projet sur les effets de la consommation d’alcool (notamment le « binge-drinking ») sur la maturation du cerveau adolescent et les conséquences à l'âge adulte.

## Prix et récompenses
Sophie Laguesse reçoit 2 distinctions majeures : 
- le Collen-Francqui Startup Grant : financement de 200.000 euros sur 3 ans octroyé par la Fondation Francqui[1].
- le Young Investor Grant : financement de 70.000 euros sur 2 ans octroyé par la fondation de recherche de Brain and Behavior Research Foundation implantée aux États-Unis[4],[5].
- Citoyenne d'honneur de Liège (2022)[6]